# Кира (город)
Кира (англ. Kira Town) — город в округе Вакисо Центральной области Уганды, второй город в стране по численности населения. Управляется городским советом.
Городской совет начал свою работу в 2016 году. Муниципалитет граничит с Гаязой на севере, Муконо на востоке, Кампалой на западе, Касангати на северо-западе, с юга омывается озером Виктория. Город расположен примерно в 14 км к северо-востоку от центрального делового района Кампалы, столицы Уганды и крупнейшего города страны. Площадь города — около 98 км².

## Администрация
В городе Кира три округа: Намугонго, Кира и Бвейогерере, они в свою очередь разделены на шесть административных округов: Бвейогерере, Кимваньи, Кира, Кирека, Кириннья и Кьяливайала.
Политическим главой муниципалитета является Юлиус Мутеби Нсубуга, техническим — Йига Бенон, в качестве городского клерка. Каждый округ возглавляется председателем и старшим помощником городского клерка. Муниципальный совет состоит из семнадцати членов.

## Население
Кира — крупнейший муниципалитет в Уганде по численности населения, обладающий вторым по величине городским центром страны после Кампалы. 
Население города росло относительно быстрыми темпами по сравнению со средним показателем по стране за последнее десятилетие. Отчасти быстрый рост объясняется близостью города к Кампале — столице страны. Кира — спальный район Кампалы.
По данным государственной переписи населения 2002 года, в городе проживает 140 774 человека, из которых 67 222 человека (47,8 %) составили мужчины и 73 548 человек (52,2 %) — женщины. По оценке Статистического бюро Уганды, численность населения к середине 2010 года составляла 172 300 человек, а в середине 2011 года — 179 800 человек В августе 2014 года, по данным очередной государственной переписи населения, в городе проживало 313 761 человек.

## Экономические действия
Большое количество молодых людей водит бода-бода. Всё чаще жители города работают в Кампале и возвращаются в Киру в вечернее время. Бизнес-парк Кампалы, разработанный Управлением по инвестициям Уганды стоимостью около 180 миллионов долларов США (около 470,5 миллиардов угандийских шиллингов), расположен в Наманве на юго-востоке Кира.

## Интересные места

### Базилика Мучеников Угандийских в Намугонго
Католическая базилика Мучеников Угандийских была построена в Намугонго в приходе Кьяливаджяла, где большая часть из двадцати двух католических угандийских мучеников были заживо сожжены по приказу секабаки Мванги II в конце XIX века.Англиканская святыня, находящаяся в ведении Церкви Уганды, находится примерно в 5 км к востоку от базилики, там, где была убита ещё одна группа мучеников.

### Дворец кабаки в Киреке
Кабака Рональд Мувенда Мутеби II и ннабагерека Сильвия Наггинда содержат дворец на холме Кирека в одноимённом районе.

### Национальный стадион Манделы
Национальный стадион Манделы — самый большой стадион в Уганде, вмещающий 45 202 человека. Стадион находится в Намбуле.

## Инфраструктура

### Объездное шоссе Северная Кампала
Объездное шоссе Северная Кампала, также называемое Северным объездным шоссе — первая межгосударственная автомагистраль с двусторонним движением, построенная в Уганде. Шоссе образует неполный круг через северо-восток, север и северо-запад Кампалы. Северная и восточная часть шоссе пересекает районы Бвейогерере и Кирека города Кира.

### Электроподстанция Умеме
В 2015 году компания по распределению электроэнергии Умеме построила подстанцию в районе Нсаса, мощностью 40 МВ. 40 МВ·А, стоимостью 7 миллионов долларов США (24 миллиарда угандийских шиллингов). Ожидается, что эта подстанция стабилизирует электросеть и снизит потери электроэнергии в этом быстрорастущем городском районе. Строительство подстанции обошлось в 5 миллионов долларов США, два миллиона долларов США были потрачены на монтаж фидерных линий .

### Пути повышения уровня качества жизни
Департамент общественного здравоохранения города намерен улучшить условия жизни граждан, уделяя особое внимание санитарии, обеспечению безопасной питьевой водой, безопасному удалению человеческих и других отходов и поддержанию гигиены в школах, на рынках и в других местах. Планируется сформулировать минимально приемлемые стандарты гигиены для частных и общественных зданий и открытых пространств.

### Искоренение бедности
Прилагаются усилия, чтобы помочь гражданам начать приносящую доход деятельность, включая выращивание грибов.

### Образование
В городе есть несколько начальных и средних школ.
В январе 2011 года в деревне Китикифумба открылся Основной педагогический колледж Шимони. Колледж, ранее расположенный на холме Накасеро в Кампале, был основан британским правительством в 1952 году. В 2006 году бывшее здание было продано инвестору для строительства отеля Kampala Intercontinental. В новом здании могут разместиться около 450 студентов. Строительство нового колледжа обошлось примерно в 8 миллиардов угандийских шиллингов.
В 2011 году Международный университет Св. Августина — частный университет с несколькими кампусами — получил временную лицензию от Национального совета по высшему образованию Уганды. SAIU — один из нескольких частных университетов, аккредитованных в период с 2010 по 2014 год. Он поддерживает кампус в Намугонго, где находится Колледж сельского хозяйства и ветеринарной медицины.

## Известные люди
- Артур Ссерванга[27] — профессор, бухгалтер, предприниматель.
- Хаким Сендагире — профессор, врач, микробиолог, биохимик. Декан медицинской школы им. Хабиба[28].